# Acroneuria arenosa
Acroneuria arenosa är en bäcksländeart som först beskrevs av Pictet, F.J. 1841.  Acroneuria arenosa ingår i släktet Acroneuria och familjen jättebäcksländor. Inga underarter finns listade i Catalogue of Life.